# Galbalcyrhynchus
Galbalcyrhynchus – rodzaj ptaków z rodziny złotopiórów (Galbulidae).

## Zasięg występowania
Rodzaj obejmuje gatunki występujące w Amazonii.

## Morfologia
Długość ciała 18–21 cm; masa ciała 44–50 g.

## Systematyka

### Etymologia
- Galbalcyrhynchus: zbitka wyrazowa nazw rodzajów: Galbula Brisson, 1760 (złotopiór) oraz Alcyone Swainson, 1837 (zimorodek) i gr. ῥυγχος rhunkhos „dziób”[7].
- Jacamaralcyonides: rodzaj Jacamaralcyon Lesson, 1830; gr. -οιδης -oidēs „przypominający”[7]. Gatunek typowy: Galbalcyrhynchus leucotis Des Murs, 1845.
- Cauecias: gr. καυηξ kauēx, καυηκος kauēkos „nieznany ptak”, być może zimorodek[7]. Gatunek typowy: Galbalcyrhynchus leucotis Des Murs, 1845.
- Alcyonides: łac. alcyon, alcyonis „zimorodek”, od gr. αλκυων alkuōn, αλκυονος alkuonos „zimorodek”; gr. -οιδης -oidēs „przypominający”[7]. Gatunek typowy: Galbalcyrhynchus leucotis Des Murs, 1845.

### Podział systematyczny
Do rodzaju należą następujące gatunki:
- Galbalcyrhynchus leucotis Des Murs, 1845 – złotopiór białouchy
- Galbalcyrhynchus purusianus Goeldi, 1904 – złotopiór kasztanowaty